# Établissement public d'aménagement Paris-Saclay
Pour les articles homonymes, voir Paris-Saclay (homonymie).
L’établissement public d'aménagement chargé de la maîtrise d’ouvrage de l’OIN Paris-Saclay a été créé par le décret n°2010-911 du 3 août 2010, de la loi relative au Grand Paris. Il s’agissait alors de l’EPPS.
En 2015, il devient l’EPA Paris-Saclay, par le décret n°2015-1927 du 31 décembre 2015, en application de l’article n°25 de la loi n°2014-58 du 27 janvier 2014 de modernisation de l’action publique territoriale et d’affirmation des métropoles (MAPTAM).
Placé sous la tutelle de l’État représenté conjointement par les ministres chargés de la Cohésion des territoires, de l’enseignement supérieur, de la recherche et de l’innovation, le nouvel établissement conserve les missions d’aménagement, d’impulsion et de coordination du développement du pôle scientifique et technologique sur le plateau de Saclay.
Son périmètre d’action s’étend sur 27 communes, réunies en 3 communautés d’agglomération sur 2 départements (les Yvelines et l’Essonne). Les sites stratégiques du projet sont classés en Opération d’Intérêt National, ce qui confère à l’EPA Paris-Saclay la prérogative de prendre l’initiative de zones d’aménagement concerté (ZAC). Celles-ci sont au nombre de quatre : ZAC de Moulon, ZAC de l’École polytechnique, ZAC de Corbeville et ZAC de Satory Ouest. Auxquelles s’ajouteront bientôt deux ZAC complémentaires, en phase de création : la ZAC Gare de Guyancourt – Saint-Quentin et la ZAC Christ de Saclay. Il s'agit d'un projet scientifique, économique et urbain, visant à faire du plateau de Saclay le premier cluster européen, sur le modèle de la Silicon Valley. Il est présidé depuis août 2023 par Martin Guesperau, qui succède à Philippe Van de Maele, désormais directeur de cabinet de Christophe Béchu, ministre de la transition écologique.

## Historique
Le 6 mars 2006, le Comité interministériel d'aménagement et de compétitivité des territoires (CIACT) a acté la mise en place d'une opération d'intérêt national (OIN) dans la région du plateau de Saclay, couvrant une partie des départements de l'Essonne et des Yvelines. Une mission de préfiguration de l’OIN a ainsi été mise en place à l’été 2006. Le projet de développement d'un cluster technologique au sud de Paris est entériné par le lancement du Plan Campus en janvier 2008, qui vise entre autres à rénover les infrastructures d'enseignement et de recherche les plus anciennes, ainsi que par la création en mars 2008 d'un Secrétariat d’État chargé du développement de la Région Capitale, dont le titulaire est Christian Blanc.

Martin Guespereau, directeur général de l'EPA Paris-Saclay depuis septembre 2023. ©Antoine Mercusot

En février 2009, le projet porté par la fondation de coopération scientifique Campus Paris-Saclay, qui regroupe notamment l’École Polytechnique, Supélec, le CNRS et le CEA, est validé au titre du Plan Campus. Le mois suivant, le périmètre définitif de l'opération d'intérêt national est arrêté par décret en Conseil d’État : large de 7 700 hectares, elle couvre l'essentiel du plateau ainsi que les communes à proximité immédiate. 27 communes sont concernées sur les deux départements, dont Versailles, Montigny-le-Bretonneux et Vélizy-Villacoublay dans les Yvelines, et Massy et Palaiseau dans l'Essonne. En avril, l'État annonce une dotation de 850 millions d’euros pour le campus de Paris-Saclay.
La loi du 3 juin 2010 relative au Grand Paris crée en son titre VI l’Établissement public Paris-Saclay (EPPS), chargé de superviser les travaux d'aménagement et d’œuvrer au développement économique du cluster. Le Président de la République Nicolas Sarkozy se rend sur le plateau de Saclay en septembre afin de lancer l'aménagement du Campus Paris-Saclay, dans le cadre du projet du Grand Paris. Pierre Veltz, X-Ponts, docteur en sociologie, ancien directeur de l’École nationale des ponts et chaussées et de ParisTech, est nommé président-directeur général par décret en Conseil des ministres. L'ex-assistant parlementaire et conseiller ministériel de Christian Blanc, Guillaume Pasquier, est nommé directeur général délégué lors du premier Conseil d’administration.
En novembre 2011, le campus Paris-Saclay est présélectionné pour obtenir le label Initiatives d'excellence (IDEX) et ainsi obtenir un financement provenant des Investissements d'avenir. Le projet prévoit la création en 2014 de l’université Paris-Saclay, qui a pour ambition de parvenir parmi les dix meilleures universités du monde selon le classement de l'université Jiao Tong de Shanghaï. L'EPPS met en place deux zones d’aménagement concerté sur le périmètre du campus : la première autour de l’École polytechnique à Palaiseau ; la seconde dans le quartier de Moulon, partagé entre les communes de Gif-sur-Yvette et Orsay, autour de Supélec. En mars 2013, le Premier ministre Jean-Marc Ayrault effectue un arbitrage concernant l'avenir du Grand Paris et confirme la mise en service de la ligne 18 du métro automatique Grand Paris Express, qui comprendra trois stations sur le plateau dans son tronçon Orly-Versailles. En août 2013, la revue du Massachusetts Institute of Technology (MIT), Technology Review, fait figurer Paris-Saclay dans le top 8 mondial des clusters innovants,.
Le 2 septembre 2013, le projet de Contrat de Développement Territorial « Paris-Saclay Territoire Sud » a été validé en présence de Jean Daubigny, préfet de la région Ile-de-France, Michel Fuzeau, préfet de l'Essonne, Jérôme Guedj, président du Conseil général de l’Essonne et les maires des sept communes concernées. Le 13 décembre 2013, le conseil d'administration de l'EPPS a approuvé les dossiers de création et de réalisation de la ZAC de Moulon et de la ZAC de l’École polytechnique. Une zone de protection naturelle, agricole et forestière du plateau de Saclay, destinée à sanctuariser certains espaces agricoles et forêts, a été instituée par le décret no 2013-1298 du 27 décembre 2013.
Nommé par décret du Président de la République en date du 5 novembre 2015, Philippe Van de Maele succède à Pierre Veltz en tant que président-directeur général de l'Établissement public Paris-Saclay. Le décret no 2015-1927 du 31 décembre 2015, en application de l’article 25 de la loi no 2014-58 du 27 janvier 2014 de modernisation de l’action publique territoriale et d’affirmation des métropoles, transforme l'établissement public Paris-Saclay (EPPS) en établissement public d'aménagement Paris-Saclay (EPAPS).
Par arrêté du ministre de la Transition écologique et de la Cohésion des territoires et de la ministre de l’Enseignement supérieur et de la recherche, Martin Guespereau est nommé directeur général de l’Établissement public d’aménagement Paris-Saclay le 4 septembre 2023.

## Missions de l'établissement public d'aménagement
L'Établissement public a pour mission l'aménagement du territoire, le développement économique et la conduite d’opérations immobilières, notamment sous la tutelle conjointe des ministres chargés de l'urbanisme, de l'enseignement supérieur et de la recherche. Il doit fédérer les acteurs académiques au sein de l’un des plus importants campus mondiaux, renforcer les liens entre la recherche publique et le monde économique pour dynamiser l’innovation, et mettre en place des infrastructures (logements, transports, équipements, services) destinées à améliorer le cadre de vie de ce territoire du Grand Paris.

### Périmètre d'intervention
Tel que défini dans le texte de loi, le périmètre de l’établissement public d'aménagement s'étend sur deux départements, trois communautés d’agglomération (Communauté Paris-Saclay, Versailles Grand Parc, Saint-Quentin-en-Yvelines) et 27 communes :
- En Essonne (91) : Bièvres, Bures-sur-Yvette, Champlan, Chilly-Mazarin, Gif-sur-Yvette, Massy, Orsay, Palaiseau, Saclay, Saint-Aubin, Les Ulis, Vauhallan, Verrières-le-Buisson, Villebon-sur-Yvette, Villiers-le-Bâcle, Villejust, Wissous.
- Dans les Yvelines (78) : Buc, Châteaufort, Élancourt, Guyancourt, Jouy-en-Josas, Les-Loges-en-Josas, Magny-les-Hameaux, Montigny-le-Bretonneux, Toussus-le-Noble, Trappes, La Verrière, Versailles.

Il regroupe ainsi des pôles d'activité économique majeurs tels que les parcs d'activités de Vélizy-Villacoublay, Saint-Quentin-en-Yvelines, Massy, et surtout le parc d'activités de Courtaboeuf, premier parc tertiaire d'Europe avec plus de mille entreprises.

## Le projet d'aménagement
L'Établissement public d'aménagement Paris-Saclay est chargé de la réalisation du projet d'aménagement Paris-Saclay, et notamment la réalisation de quatre ZAC : ZAC de Moulon, ZAC de l’École polytechnique, ZAC de Corbeville et ZAC de Satory Ouest. Auxquelles s’ajouteront bientôt deux nouvelles ZAC, en cours de création : la ZAC Gare de Guyancourt – Saint-Quentin et la ZAC Christ de Saclay. 
Le campus Paris-Saclay accueillera une programmation totale de 1 740 000 m2 sur 562 hectares, répartie entre 546 000 m2 de programmes d’enseignement supérieur et de recherche réalisés dans le cadre du plan Campus, 685 000 m2 de développement économique, 627 000 m2 de logements familiaux et  de logements étudiants, auxquels s’ajoutent 134 300 m2 de services, commerces et équipements publics de quartier.

En avril 2014 est inauguré le Proto 204, une halle située sur le campus d'Orsay destinée à accueillir des conférences, des expositions et des séances de coworking,.

### Principes d'aménagement urbain
Les principes d’aménagement retenus pour l'Opération d'Intérêt National sont :
- la création de quartiers ouverts et mixtes intégrés au cluster Paris-Saclay et au campus urbain ;
- la création d’un cadre de vie urbain et animé, grâce à la mixité des programmes et à leur proximité ;
- l’amélioration de la desserte en transports ;
- l’optimisation de l’ensemble des circulations dans les quartiers ;
- le développement des espaces publics, largement paysagés et donnant une part importante aux liaisons piétonnes et cyclables ;
- le phasage du projet et la mise en place d’espaces de préfiguration ;
- la réalisation d’une opération exemplaire du point de vue du développement durable.

Pour mettre en œuvre ses projets, l'Établissement public d'aménagement mobilise des équipes de concepteurs. Depuis 2009, le groupement mené par le paysagiste Michel Desvigne (MDP), Grand Prix de l’Urbanisme 2011, associé aux architectes-urbanistes Xaveer de Geyter (XDGA) et Floris Alkemade (FAA), et à l’agence AREP, assure la définition d’une stratégie d’aménagement du périmètre de l’Opération d’Intérêt National. Il est également urbaniste en chef de la zone d’aménagement concerté du quartier de l’École polytechnique.
Le plan guide défini par le groupement MDP est mis en œuvre par l’agence Saison-Menu avec le paysagiste Taktyk pour le projet urbain de Moulon, et par l'agence Office for Metropolitan Architecture (OMA) de Rem Koolhaas pour le quartier Joliot-Curie.

### Détail des projets supervisés par l'EPA Paris-Saclay
| Projets                                                                 | Maître d'ouvrage                                           | Architecte                                                                                           | Surface           | Livraison           |  |
| ----------------------------------------------------------------------- | ---------------------------------------------------------- | --- | ----------------- | ------------------- |  |
| AgroParisTech / INRA                                                    | Société de projet AgroParisTech / INRAE / CDC              | Consultation à venir                                                                                 | 65 000 m2         | 2020                |  |
| Bâtiment d’enseignements mutualisés                                     | École polytechnique                                        | SOU FUJIMOTO ARCHITECTS / NicolasLaisné Associés et Manal                                            | 9 983 m2          | 2018                |  |
| EDF Lab Campus                                                          | EDF / SOFILO / SAS Immobilière du Plateau                  | ECDM                                                                                                 | 26 200 m2         | 2016                |  |
| Centre de nanosciences et de nanotechnologies                           | CNRS / Université Paris-Saclay                             | Michel Rémon                                                                                         | 18 000 m2         | 2017                |  |
| EDF Lab R&D                                                             | EDF / SOFILO / SAS Immobilière du Plateau                  | Francis Soler                                                                                        | 50 000 m2         | 2016                |  |
| CNEF                                                                    | EPA Paris-Saclay                                           | Consultation à venir                                                                                 | 5 000 m2          | _                   |  |
| Centre Omnisports de l'Université Paris-Saclay                          | Université Paris-Saclay                                    | _ | 10 000 m2         | 2019                |  |
| Conservatoire à rayonnement départemental Paris-Saclay                  | Communauté d'agglomération Paris-Saclay                    | Atelier Novembre                                                                                     | 2 700 m2          | 2017                |  |
| CentraleSupélec - Bâtiment A "Eiffel"                                   | École Centrale Paris (désormais CentraleSupélec)           | OMA                                                                                                  | 43 000 m2         | 2017                |  |
| CentraleSupélec - Bâtiment B "Bouygues"                                 | École Centrale Paris (désormais CentraleSupélec)           | Gigon-Guyer                                                                                          | 27 300 m2         | 2017                |  |
| École Normale Supérieure Paris-Saclay                                   | École Normale Supérieure Paris-Saclay                      | Renzo Piano                                                                                          | 64 000 m2         | 2018                |  |
| ENSAE ParisTech                                                         | ENSAE ParisTech                                            | CAB                                                                                                  | 15 300 m2         | 2017                |  |
| ENSTA ParisTech                                                         | Ministère de la Défense                                    | Jean-Baptiste Lacoudre – Laurent Toussaint                                                           | 37 820 m2         | 2012                |  |
| Équipement sportif, salle multisports                                   | École polytechnique                                        | Consultation en cours[Quand ?]                                                                       | 1 500 m2          | 2015                |  |
| Express 91-06                                                           | STIF (désormais Île-de-France Mobilités)                   | _ | _                 | 2015                |  |
| Extension des laboratoires de l’École polytechnique                     | École polytechnique                                        | Michel Rémon                                                                                         | 8 500 m2          | 2015                |  |
| Extension du DigitéoLabs Alan Turing                                    | INRIA                                                      | BRS                                                                                                  | 5 210 m2          | 2016                |  |
| Groupe scolaire                                                         | EPA Paris-Saclay                                           | Dominique Goulon                                                                                     | 5 069 m2          | 2019                |  |
| Halle multisports mutualisée                                            | École polytechnique                                        | Stoffel – Lefebvre                                                                                   | 1 715 m2          | 2017                |  |
| Horiba                                                                  | Horiba – Jobin Yvon SAS                                    | Cabinets d’architectes Sérau, Frédéric Thomat                                                        | 7 500 m2          | 2012                |  |
| Incubateur Pépinière Hôtel d'Entreprise                                 | EPA Paris-Saclay                                           | Consultation en cours                                                                                | 6 000 à 10 000 m2 | 2020                |  |
| Institut de biologie intégrative de la cellule                          | CNRS                                                       | Ragueneau et Roux                                                                                    | 15 000 m2         | 2018                |  |
| Institut de mathématiques                                               | Université Paris-Sud (désormais Université Paris-Saclay)   | Jean Guervilly                                                                                       | 13 063 m2         | 2016                |  |
| Institut des Sciences Moléculaires d'Orsay                              | Université Paris-Sud (désormais Université Paris-Saclay)   | Claus en Kaan                                                                                        | 10 000 m2         | 2017                |  |
| Institut Mines-Télécom                                                  | Institut Mines-Télécom                                     | Grafton architects                                                                                   | 43 100 m2         | 2019                |  |
| Installation photovoltaïque d'Île-de-France                             | SAS IPVF (EDF / TOTAL / École polytechnique / CNRS Horiba) | Pargade architectes                                                                                  | 12 000 m2         | 2017                |  |
| Institut pour le Climat et l'Environnement                              | CEA                                                        | Celnikier & Grabli                                                                                   | 10 000 m2         | 2017                |  |
| Jardin argenté                                                          | EPA Paris-Saclay                                           | _ | _                 | 2017                |  |
| Jardin des essais                                                       | EPA Paris-Saclay                                           | Michel Desvigne Paysagiste                                                                           | 2 hectares        | _                   |  |
| Le Central                                                              | EPA Paris-Saclay                                           | | 70 000 m2         | 2021                |  |
| Learning Center de l'Université Paris-Saclay                            | EPA Paris-Saclay / Université Paris-Saclay                 | Consultation en cours[Quand ?]                                                                       | 11 000 m2         | 2019                |  |
| Lieu de vie du Crous                                                    | EPA Paris-Saclay                                           | Muoto                                                                                                | 2 000 m2          | 2016                |  |
| Ligne 18 du Grand Paris                                                 | Société du Grand Paris                                     | ICARE, Bentham Grouwel et Société Egis-Rail                                                          | _                 | 2024 / 2030         |  |
| Nano-Innov                                                              | CEA                                                        | BRS – Benisch                                                                                        | 27 150 m2         | 2012                |  |
| Parking Silo                                                            | EPA Paris-Saclay                                           | _ | 11 000 m2         | 2017                |  |
| Parc de Moulon                                                          | EPA Paris-Saclay                                           | West 8                                                                                               | 4 hectares        | 2018                |  |
| Pôle de recherche NeuroSciences                                         | CEA                                                        | Dietmar Feichtinger Celnikier & Grabli                                                               | 20 000 m2         | 2017                |  |
| Pôle de mécanique                                                       | EPA Paris-Saclay                                           | Consultation en cours                                                                                | 7 000 m2          | 2020                |  |
| Pôle sportif de quartier                                                | EPA Paris-Saclay                                           | Consultation en cours                                                                                | _                 | 2019                |  |
| Poste source ERDF                                                       | Enedis                                                     | Explorations architecture                                                                            | 4 500 m2          | 2017                |  |
| Programme mixte : logements, commerces, services, équipements publics   | EPA Paris-Saclay / Dream                                   | Consultation en cours                                                                                | 75 000 m2         | 2019                |  |
| PROTO204                                                                | EPA Paris-Saclay                                           | _ | 200 m2            | 2014                |  |
| Quaero – Limsi / CNRS                                                   | CNRS                                                       | Vi-b Architecture                                                                                    | 2 074 m2          | 2017                |  |
| Quartier de la Vauve                                                    | EPA Paris-Saclay                                           | Michel Desvigne Paysagiste, Xaveer de Geyter Architecte, Floris Alkemade Architecte, Artelia         | 805 000 m2        | _                   |  |
| Quartier du Moulon                                                      | EPA Paris-Saclay                                           | Agence Saison-Menu,Taktyk (paysagiste), Artelia (BET)                                                | 870 000 m2        | 2017-2022           |  |
| Quartier O'rizon                                                        | EPA Paris-Saclay                                           | Babin-Renaud, Vincen Cornu et Atelier,ambert-Lenack, Beal et Blanckaert,Nicolas Reymond, M-O Foucras | 75 000 m2         | 2019                |  |
| Radar de l’Aviation Civile (Palaiseau)                                  | Direction des services de la navigation aérienne           | Barthélémy Gréno                                                                                     | 200 m2            | 2016                |  |
| Résidence Emilie du Chêtelet                                            | CROUS                                                      | |                   | livré               |  |
| Réseau de chaleur et de froid                                           | EPA Paris-Saclay                                           | IDEX                                                                                                 | _                 | 2017                |  |
| Serendicity                                                             | Linkcity Île-de-France                                     | LAN et Clément Vergély Architectes, Topotek                                                          | 22 500 m2         | 2017                |  |
| SIRTA                                                                   | École polytechnique                                        | agence R Architecture                                                                                | 461 m2            | 2018                |  |
| Université Paris-Sud : Bâtiment d’enseignement de la physique           | Université Paris-Sud (désormais Université Paris-Saclay)   | Du Besset - Lyon                                                                                     | 10 000 m2         | 2018, livré en 2019 |  |
| Université Paris-Sud : Laboratoire Aimé Cotton                          | Université Paris-Sud (désormais Université Paris-Saclay)   | Gaëlle Péneau                                                                                        | 4 890 m2          | 2019                |  |
| Université Paris-Sud : Laboratoire de Physique des solides              | Université Paris-Sud (désormais Université Paris-Saclay)   | CET et Patriarche & Co                                                                               | 10 000 m2         | 2018                |  |
| Université Paris-Sud : Opération FAST-LPTMS-IPA                         | Université Paris-Sud (désormais Université Paris-Saclay)   | CET et Brenav & Gonzalez                                                                             | 6 000 m2          | 2018                |  |
| Université Paris-Sud : Centre de Physique, Matière et Rayonnement       | Université Paris-Sud (désormais Université Paris-Saclay)   | Consultation en cours                                                                                | 22 000 m2         | 2019                |  |
| Université Paris-Sud : Pôle Pharmacie Biologie Chimie + IDEEV           | Université Paris-Sud (désormais Université Paris-Saclay)   | Consultation à venir                                                                                 | 81 000 m2         | 2021                |  |
| 270 logements étudiants sociaux                                         | Logement Francilien                                        | Consultation à venir                                                                                 | 7 100 m2          | 2019                |  |
| 224 logements étudiants privés                                          | EPA Paris-Saclay                                           | DATA Architectes                                                                                     | 5 000 m2          | 2018                |  |
| 307 logements étudiants sociaux                                         | EPA Paris-Saclay                                           | AUC                                                                                                  | 7 150 m2          | 2018                |  |
| 400 logements étudiants, résidence hôtelière, commerces                 | Bouygues Immobilier                                        | XDGA                                                                                                 | 14 678 m2         | 2018                |  |
| 305 logements étudiants privés                                          | EPA Paris-Saclay                                           | Consultation en cours                                                                                | 8 000 m²          | 2018                |  |
| 310 lits étudiants sociaux                                              | Paris-Habitat                                              | Léon Grosse / TANK Architectes                                                                       | 7 500 m2          | 2017                |  |
| 330 logements étudiants et apprentis avec deux restaurants et commerces | Immobilière 3F – Résidences sociales de France             | Bourbouze & Graindorge 51N4E                                                                         | 12 000 m2         | 2016                |  |
| 425 logements étudiants sociaux                                         | EPA Paris-Saclay                                           | Consultation à venir                                                                                 | 10 000 m2         | 2018                |  |
| 500 à 700 logements familiaux                                           | _                                                          | LAN                                                                                                  | 22 500 m2         | 2018                |  |
| 1 049 lits étudiants sociaux                                            | EPA Paris-Saclay                                           | LAN et Clément Vergély Architectes                                                                   | 22 500 m2         | 2017                |  |

## Gouvernance et budget

### Conseil d'administration
La composition du Conseil d’administration est définie par le Décret n°2022-996 du 8 juillet 2022. Le Conseil d'administration comprend vingt membres dont trois représentent l’État, dix les collectivités territoriales et leurs établissements publics (le mandat des administrateurs élus dépendant de leur mandat électoral), et sept personnalités qualifiées. « Il vote le budget, autorise les emprunts, autorise les conclusions de conventions, arrête le compte financier, décide des créations de filiales et des prises, extensions et cessions de participation financière, fixe les orientations générales de l’établissement public, détermine les conditions générales de recrutement du personnel placé sous l’autorité du directeur général, approuve les transactions, le recours à l’arbitrage, adopte son règlement intérieur, fixe le siège de l’établissement public et peut délégué au directeur général une partie de ses pouvoirs de décision ».
Le Conseil d’administration de l'EPA Paris-Saclay est actuellement présidé par Valérie Pécresse, Présidente de la Région Île-de-France.

### Budget
Le Conseil d’administration a voté un montant de dépenses de 111,8 M€ et de recettes de 122,8 M€ pour le budget 2024.
L'établissement public dispose d'un budget autonome essentiellement assuré par la vente des droits à construire. L'agence comptable, qui lui est attachée, est chargée du contrôle du respect du code des marchés et des règles de la comptabilité publique.

## Chiffres
- 2 départements
- 27 communes
- 426 741 habitants
- 262 774 emplois
- 15 % de la recherche publique française actuellement, entre 20 et 25 % à terme
- 4 115 hectares protégés par la ZPNAF dont 2 469 hectares des terres consacrées à l’agriculture
- 1 740 000 m2  de programmation sur 569 hectares
- 546 000 m2 de programmes d'enseignement supérieur et de recherche
- 685 000 m2 de développement économique
- 627 000 m2 de logements familiaux et étudiants
- 134 300 m2 de services, commerces et équipements de service
- 390 425 m2 de chantiers en cours ou en passe d’être lancés (extension des laboratoires de l’École polytechnique, Institut des Sciences Moléculaires d’Orsay, ENSAE ParisTech...)
- 144 062 m2 attribués (École Normale Supérieure de Paris-Saclay, résidence étudiante de 330 logements…)
- 189 950 m2 en cours de consultation : salle de sports, Neurosciences, laboratoires de physique…
- 138 700 m2 à l’étude avec un financement assuré : bâtiment d’enseignement de la physique, Incubateur-Pépinière-Hôtel d’entreprises…

## Liens utiles
- « L'EPA Paris-Saclay », sur epa-paris-saclay.fr (consulté le 25 décembre 2023)
- (en) « Paris Saclay Startup », sur paris-saclay-startup.com (consulté le 25 décembre 2023)
- (en) « The Paris Region Innovation lab », sur Paris-Saclay Business (consulté le 25 décembre 2023)
- « Manger Local à Paris Saclay », sur Manger Local à Paris Saclay (consulté le 25 décembre 2023)
- « Accueil - Paysages », sur Paysages - EPA Paris-Saclay (consulté le 25 décembre 2023)